# Thymelaea gussonei
Thymelaea gussonei är en tibastväxtart som beskrevs av Alexandre Boreau. Thymelaea gussonei ingår i släktet sparvörter, och familjen tibastväxter. Inga underarter finns listade i Catalogue of Life.